# M3 Amphibious Rig

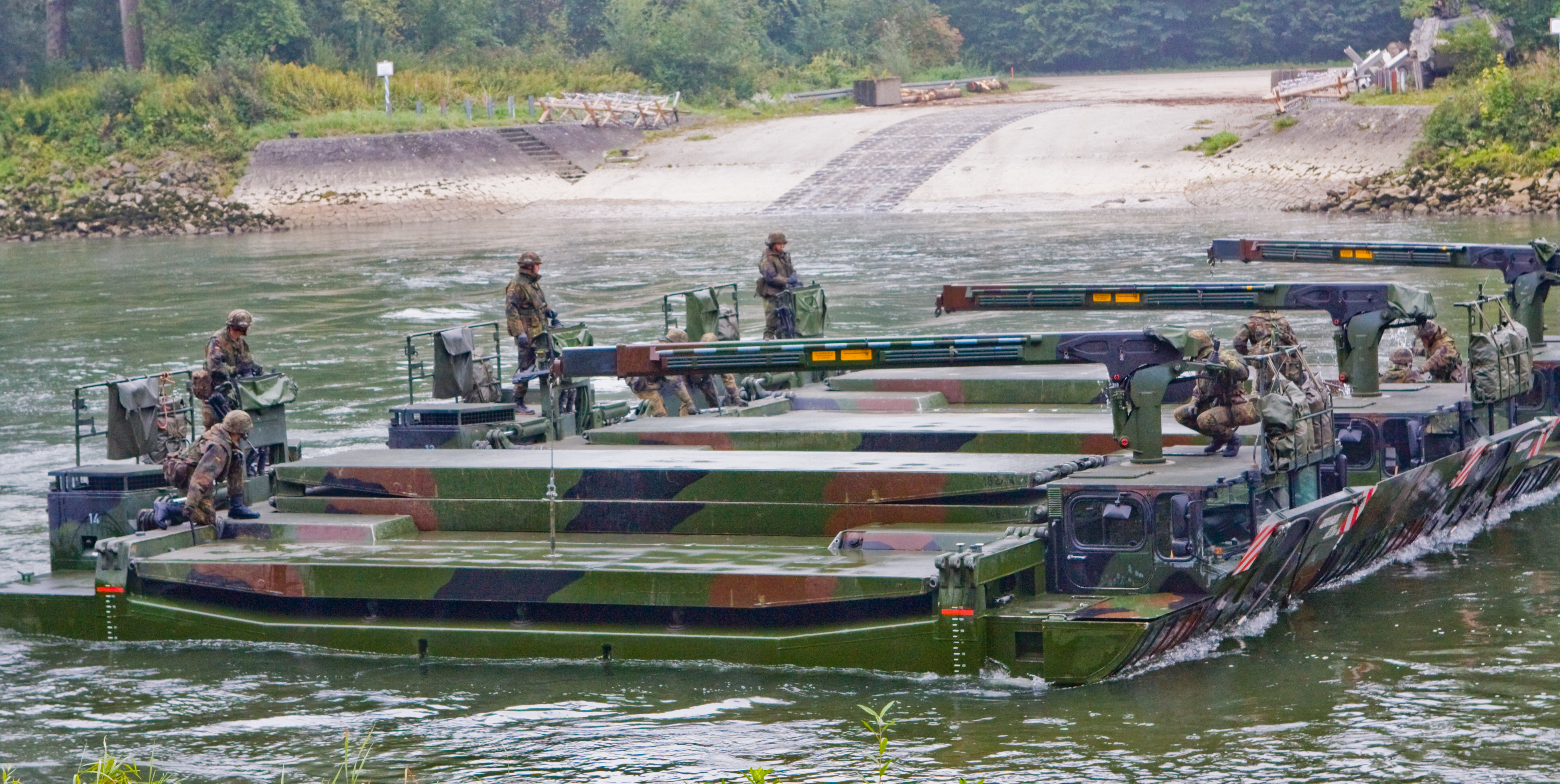

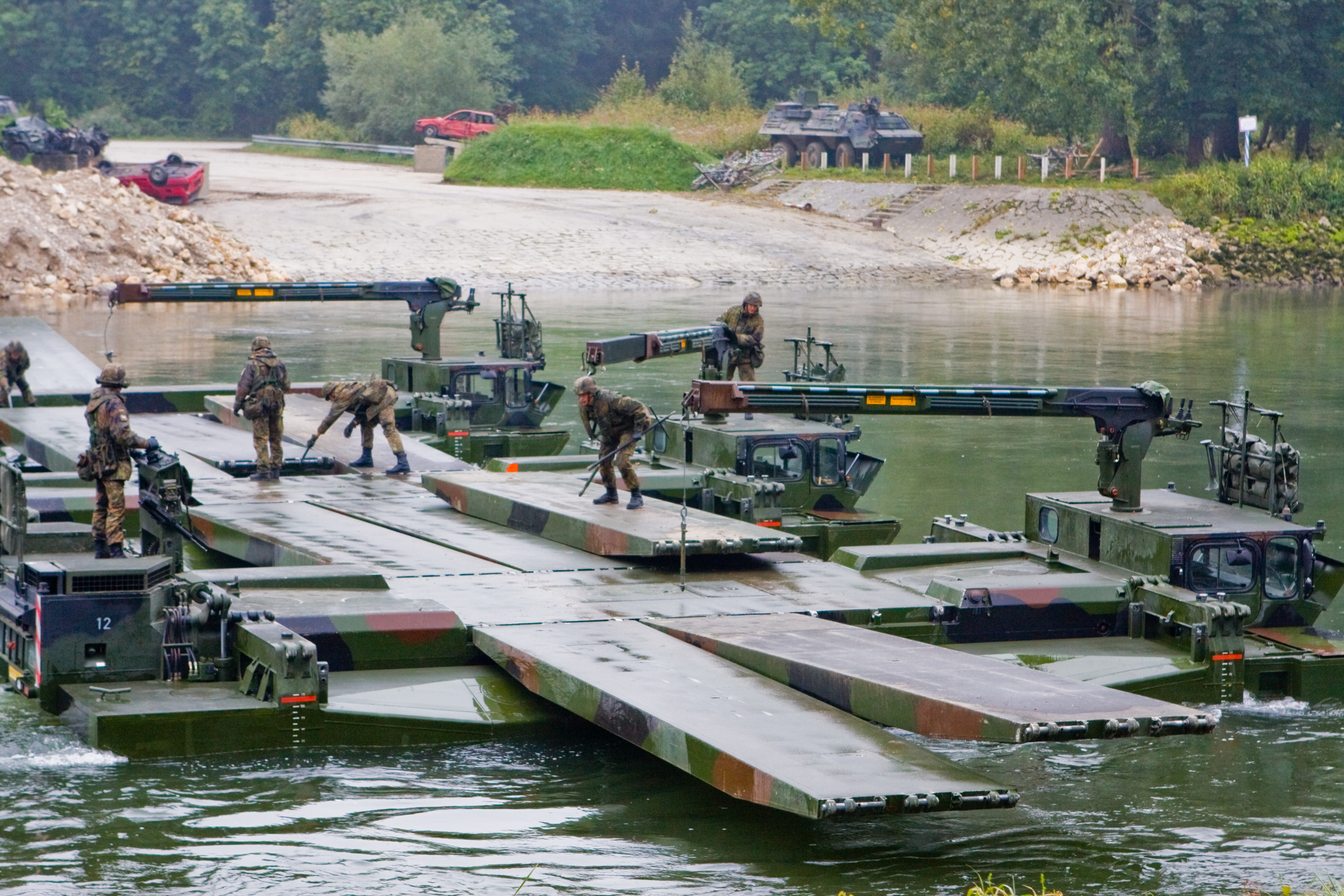
Встановлюються два алюмінієві понтони

M3 Amphibious Rig — німецька військова машина-амфібія, використовується для переправи танків та інших транспортних засобів через водні перепони. З них можуть збиратися як мости, так і пороми.
Розроблена німецькою фірмою Eisenwerke Kaiserslautern концептуально дуже схожа на машину M2 виробництва цієї ж компанії. Має два великі алюмінієві понтони, що розгортаються, для підвищення плавучості на воді, які перевозяться на даху машини.
Розробка M3 розпочалася у 1982 році, а остаточний прототип був створений через 10 років у 1992 році. Перші 64 серійні були побудовані в 1994 році, і вступивли на озброєння до сухопутних військ Німеччини, а в 1996 році і британської армії.
M3 також у використанні військами Китайської Республіки (Тайвань) і армією Сінгапуру.
Поліпшена версія, відома як M3G, є на озброєнні Тайваню та Сінгапуру. Ця версія оснащена броньованою кабіною, системою кондиціювання повітря та низкою інших удосконалень.

## ТТХ
- Екіпаж 3 особи
- Довжина: 12,82 м
- Ширина (бічні поплавці складені): 3,35 м
- Ширина (бічні поплавці розкладені): 6,57 м
- Висота (колеса у нормальному положенні) 3,93 м
- Вага: 26 т
- Дорожній просвіт : 0,70 м